# عظيم بريمجي
عظيم بريمجي هو ملياردير وأحد أشهر رجال الأعمال الهنود، وفاعل خير متبرع، خرج عن قاعدة الأثرياء المعروفين في العالمين العربي والإسلامي، عن دائرة استثمارات النفط والغاز، فهو الرجل العصامي في تقرير نشرته صحيفة وول ستريت جورنال، ينحدر من أسرة متوسطة، عاش وترعرع كمواطن هندي بسيط في مدينة مومباي.

## المنصب
يشغل عظيم بريمجي المولود في 24 يوليو 1945 منصبر ئيس مجلس إدارة شركة «ويبرو» التي يقع مقرها في مدينة بنغلور والتي أصبحت اليوم واحدة من أكبر الشركات المنتجة لبرامج الكمبيوتر في الهند.
وقد أدرجت مجلة “فوربس” بريمجي في قائمة أغنى رجال العالم معتبرة إياه أغنى رجل في الهند خلال الفترة بين 1999 و 2005.

## البداية
حول شركة صغيرة تعود إلى أسرته تقوم بإنتاج الزيوت النباتية وتحمل اسم “ويبرو المحدودة” إلى عملاق في مجال التكنولوجيا وأنشطة التعهيد (outsourcing). فاستطاع بذكاء استثمار الكفاءات الهندسية البرمجية وهندسة الكمبيوتر الموجودة بوفرة في الهند في تطوير شركته والصناعة الإلكترونية في هذا المجال.

## العمل الخيري
يوجد عظيم بريمجي في قائمة أكبر المتبرعين في التاريخ للأعمال الخيرية والتنموية، فهو قد تبرع بما مجموعه 2.3 مليار دولار إلى حدود فبراير 2014، وشملت تبرعاته مجالي الصحة والتعليم بشكل خاص.

## طالع أيضًا
- قائمة أكبر المتبرعين في التاريخ
- محمد ديوجي

## وصلات خارجية
- عظيم بريمجي على موقع الموسوعة البريطانية (الإنجليزية)
- عظيم بريمجي على موقع مونزينجر (الألمانية)
- عظيم بريمجي على موقع Charlie Rose